# Etheostoma burri
Etheostoma burri és una espècie de peix de la família dels pèrcids i de l'ordre dels perciformes.

## Distribució geogràfica
Es troba a Nord-amèrica.